# Spanish Journal of Agricultural Research
Spanish Journal of Agricultural Research (ook SJAR) is een Spaans, aan collegiale toetsing onderworpen open access wetenschappelijk tijdschrift op het gebied van de landbouwkunde. De naam wordt in literatuurverwijzingen meestal afgekort tot Spanish J. Agr. Res. Het wordt uitgegeven namens het Spaanse Instituto Nacional de Investigación y Tecnología Agraria y Alimentaria. Het eerste nummer verscheen in 2003.